# Волленберг, Николай Львович
Николай Львович Волленберг (1892—1937) — советский разведчик и деятель спецслужб, майор государственной безопасности, председатель ВЧК Башкирской АССР (1921—1922), начальник отдела ГПУ—ОГПУ Башкирской АССР (1922—1926), полномочный представитель ОГПУ при СНК СССР по Казахской АССР (1928—1930), резидент ОГПУ при СНК СССР в Иране (1933—1934), резидент ГУГБ НКВД СССР в Данциге (1934—1936).

## Биография
Родился в 1892 году в городе Динабурге Витебской губернии (ныне Даугавпилс, Латвия) в семье служащих.
С 1910 года служил матросом на торговых судах Черноморского флота. С 1914 года участник Первой мировой войны. С 1917 года один из организаторов Красной гвардии в Белоруссии, участник Гражданской войны. С 1920 года председатель Могилёвской и Гомельской ЧК. С 1921 года председатель ВЧК при СНК СССР Башкирской АССР. С 1922 года начальник Отдела ГПУ при НКВД РСФСР—ОГПУ при СНК СССР в Башкирской АССР.
С 1926 года — помощник начальника Экономического управления (ЭКУ), с 1927 года — заместитель начальника Восточного отдела ОГПУ при СНК СССР. С 1928 года — полномочный представитель ОГПУ при СНК СССР по Казахской АССР. С 1930 года — заместитель начальника ЭКУ ОГПУ при СНК СССР.
С 1933 года — во внешней разведке СССР — резидент и руководитель резидентуры ОГПУ при СНК СССР в Иране (под прикрытием должности атташе полпредства). С 1934 года — резидент и руководитель резидентуры ГУГБ НКВД СССР в Данциге (под прикрытием должности вице-консула СССР под фамилией Гроднева).
Умер в 1937 году в Москве от тяжёлой болезни.

## Награды

### Ордена
- Орден Красного Знамени

### Знаки отличия
- Почётный сотрудник госбезопасности (1924)
- Почётный сотрудник госбезопасности (1932)
- Почётная Грамота Коллегии ОГПУ при СНК СССР
- Наградное оружие